# Edward R. Murrow
Edward R. Murrow, nome completo Edward Roscoe Murrow (Greensboro, 25 aprile 1908 – Pawling, 27 aprile 1965), è stato un giornalista statunitense.

## Biografia
Diventato noto per la sua serie di notiziari durante la Seconda guerra mondiale, che venne seguita da milioni di ascoltatori negli Stati Uniti ed in Canada, è considerato una della maggiori figure del giornalismo mondiale. Murrow arruolò una serie di corrispondenti di guerra (i cosiddetti Murrow Boys) e fu noto per la sua onestà ed integrità nel diffondere le notizie. Fu anche un pioniere dei notiziari diffusi attraverso la televisione.
La sua trasmissione See It Now per l'emittente CBS rimarrà celebre per la serie di servizi televisivi contro il senatore Joseph McCarthy che contribuiranno alla fine del maccartismo. Da una sua celebre frase pronunciata durante il corso della seconda guerra mondiale nelle sue corrispondenze da Londra è nato il titolo della canzone London Calling dei Clash. Un'altra celebre frase, quella con cui chiudeva tutte le sue trasmissioni, Good Night, and Good Luck., ha dato il nome al secondo film che vede alla regia George Clooney, film che tratta proprio della vita dell'anchorman della CBS.